# Løb (våben)
 For alternative betydninger, se Løb. (Se også artikler, som begynder med Løb)
Et løb er det metalrør på et skydevåben, hvorigennem en kontrolleret eksplosion eller hurtig gasekspansion affyrer et projektil med høj hastighed ud gennem våbnets munding.
I moderne skydevåben er der et kammer i den ene ende af løbet, hvor der placeres en patron. Når patronen affyres er eneste vej for projektilet ud gennem løbet, og trykket som opstår i løbet ved affyringen presser projektilet ud af løbet. Dette giver projektilet fart. Et løb kan enten være riflet eller glat indvendigt. Fordelen ved det riflede løb er, at det får projektilet til at spinde om sin egen akse i luften, hvilket giver kuglen mere stabilitet.